# アンドリューズ・シスターズ

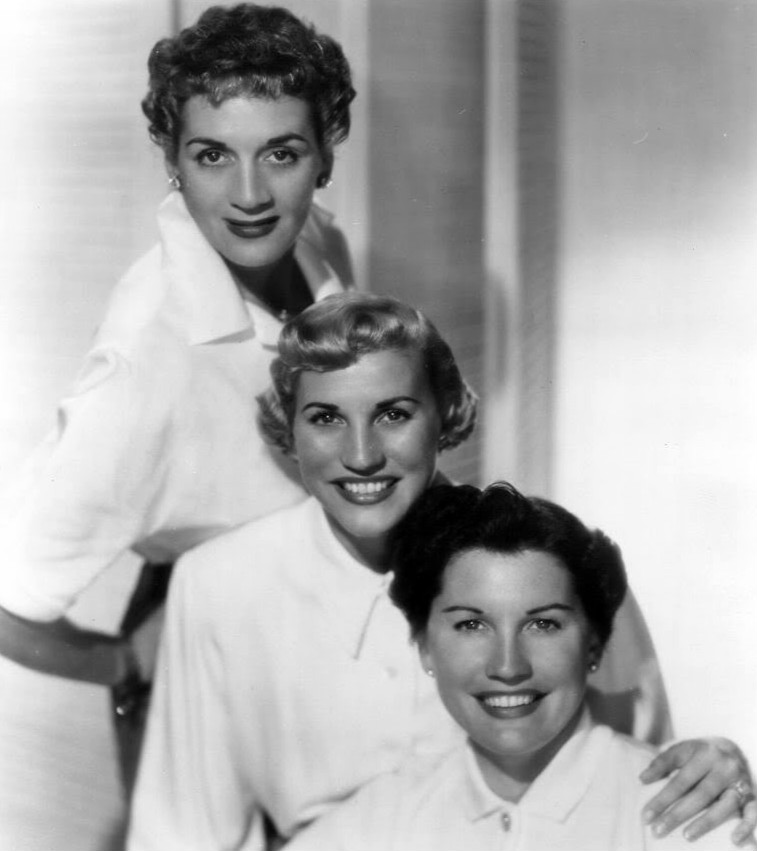
アンドリューズ・シスターズ（1952年）。上からラヴァーン、パッティ、マクシーン。

アンドリューズ・シスターズ（英語: The Andrews Sisters）は、1930年代から1960年代に活躍したアメリカ合衆国、ミネソタ州ミネアポリス出身の三人姉妹、ラヴァーン（LaVerne）、マクシーン（Maxene）、パッティ（Patty）・アンドリューズからなるジャズ、ポップスのコーラス・グループである。日本語ではアンドリュー・シスターズ、アンドリュース・シスターズとも呼ばれた。

## キャリア
1941年の曲「ブギウギ・ビューグル・ボーイ」は、アカデミー賞のベスト・オリジナル・ソングにノミネートされたが、受賞を逃している。
父親ペテル・アンドレオス（Peter Andreos）はギリシャ出身、母親はノルウェー出身で、両親がアメリカへ移民した際に姓をアンドリューズ（Andrews）に変えている。第二次世界大戦中に、ヨーロッパの連合軍将兵の慰問に活躍したことでも有名である。

## ディスコグラフィ
- 素敵なあなた （1937年）
- ブギウギ・ビューグル・ボーイ（英語版） （1941年） - 1973年にベット・ミドラーがカバーしたことで、再度注目された。
- ラムとコカコーラ（1945年）